# Circunscripción electoral de La Coruña

Circunscripción de A Coruña
Cortes Generales* Congreso: 8 diputados (de 350)
- Senado: 4 senadores (de 266)Parlamento de Galicia* 25 diputados (de 75)

La Coruña (oficialmente: A Coruña) es una de las 52 circunscripciones electorales españolas utilizadas como distritos electorales para el Congreso de los Diputados y el Senado, que son las Cámaras Baja y Alta del Parlamento español. Le corresponden 8 diputados y 4 senadores (2015).
También es una de las 4 circunscripciones electorales de Galicia para las elecciones autonómicas, en que elige 25 diputados. Se corresponde con la provincia de La Coruña.

## Ámbito de la circunscripción y sistema electoral
En virtud de los artículos 68.2 y 69.2 de la Constitución Española de 1978 los límites de la circunscripción debe ser los mismos que los de la provincia de La Coruña, y en virtud del artículo 140, esto solo puede modificarse con la aprobación del Congreso de los Diputados. El voto es sobre la base de sufragio universal secreto. En virtud del artículo 12 de la constitución, la edad mínima para votar es de 18 años.
En el caso del Congreso de los Diputados, el sistema electoral utilizado es a través de una lista cerrada con representación proporcional y con escaños asignados usando el método D'Hondt. Solo las listas electorales con el 3 % o más de todos los votos válidos emitidos, incluidos los votos «en blanco», es decir, para «ninguna de las anteriores», se pueden considerar para la asignación de escaños. En el caso del Senado, el sistema electoral sigue el escrutinio mayoritario plurinominal. Se eligen cuatro senadores y los partidos pueden presentar un máximo de tres candidatos. Cada elector puede escoger hasta tres senadores, pertenezcan o no a la misma lista. Los cuatro candidatos más votados son elegidos.

## Parlamento de Galicia

### Diputados obtenidos por partido (1981-2020)
| Candidatura            | Candidatura                             | Candidatura | 1981 | 1985 | 1989 | 1993 | 1997 | 2001 | 2005 | 2009 | 2012 | 2016 | 2020 | 2024 |
|                        | Partido Popular de Galicia              | PPdeG       | 9a   | 10a  | 11   | 13   | 13   | 12   | 11   | 12   | 13   | 13   | 14   | 13   |
|                        | Partido dos Socialistas de Galicia-PSOE | PSdeG-PSOE  | 6    | 8    | 10   | 6    | 4    | 6    | 8    | 8    | 5    | 5    | 4    | 3    |
|                        | Bloque Nacionalista Galego              | BNG         |      | 1    | 2    | 5    | 6    | 6    | 5    | 4    | 2    | 2    | 7    | 9    |
|                        | Esquerda Unida                          | EU          |      |      | 0    | 0    | 1    | 0    | 0    | 0    | 2    | 0    | 0    |      |
|                        | Partido Comunista de Galicia            | PCG         | 1    | 0    |      |      |      |      |      |      |      |      |      |      |
| Partidos desaparecidos |                                         |             |      |      |      |      |      |      |      |      |      |      |      |      |
|                        | En Marea                                | EN MAREA    |      |      |      |      |      |      |      |      | 2    | 5    | 0    |      |
|                        | Unión de Centro Democrático             | UCD         | 5    |      |      |      |      |      |      |      |      |      |      |      |
|                        | Esquerda Galega                         | EG          | 0    | 1    | 1    |      |      |      |      |      |      |      |      |      |
|                        | Coalición Galega                        | CG          |      | 2    | 0    | 0    |      |      |      |      |      |      |      |      |
|                        | Bloque Nacional-Popular Galego-PSG      | BNPG-PSG    | 1    |      |      |      |      |      |      |      |      |      |      |      |
| Total                  | Total                                   | Total       | 22   | 22   | 24   | 24   | 24   | 24   | 24   | 24   | 24   | 25   | 25   | 25   |

a Los resultados corresponden a los de Coalición Popular: Alianza Popular-Partido Demócrata Popular-Unión Liberal (AP-PDP-UL).

## Congreso de los Diputados

### Diputados obtenidos por partido (1977-2023)
| Candidatura            | Candidatura                 | 1977 | 1979 | 1982 | 1986 | 1989 | 1993 | 1996 | 2000 | 2004 | 2008 | 2011 | 2015 | 2016 | 2019 (I) | 2019 (II) | 2023 |
| ---------------------- | --------------------------- | ---- | ---- | ---- | ---- | ---- | ---- | ---- | ---- | ---- | ---- | ---- | ---- | ---- | -------- | --------- | ---- |
|                        | Partido Popular             | 1*   | 1    | 4*   | 4*   | 4    | 5    | 5    | 5    | 4    | 4    | 5    | 3    | 4    | 3        | 3         | 4    |
|                        | PSOE                        | 2    | 2    | 4    | 4    | 4    | 4    | 3    | 2    | 4    | 3    | 2    | 2    | 2    | 3        | 3         | 2    |
|                        | Bloque Nacionalista Galego  |      |      |      | 0    | 0    | 0    | 1    | 2    | 1    | 1    | 1    | 0    | 0    | 0        | 1         | 1    |
|                        | Ciudadanos                  |      |      |      |      |      |      |      |      |      |      |      | 1    | 0    | 1        | 0         |      |
|                        | Sumar Galicia               |      |      |      |      |      |      |      |      |      |      |      |      |      |          |           | 1    |
| Partidos desaparecidos |                             |      |      |      |      |      |      |      |      |      |      |      |      |      |          |           |      |
|                        | Unión de Centro Democrático | 6    | 6    | 1    |      |      |      |      |      |      |      |      |      |      |          |           |      |
|                        | En Marea                    |      |      |      |      |      |      |      |      |      |      |      | 2    | 2    | 1        | 1*        |      |
|                        | Centro Democrático y Social |      |      |      | 1    | 1    |      |      |      |      |      |      |      |      |          |           |      |
| Total                  | Total                       | 9    | 9    | 9    | 9    | 9    | 9    | 9    | 9    | 9    | 8    | 8    | 8    | 8    | 8        | 8         | 8    |

- En las Elecciones generales de noviembre de 2019, En Marea se presentó como En Común-Unidas Podemos.

## Senado

### Senadores obtenidos por partido (1977-2023)
| Candidatura            | Candidatura     | 1977 | 1979 | 1982 | 1986 | 1989 | 1993 | 1996 | 2000 | 2004 | 2008 | 2011 | 2015 | 2016 | 2019 (I) | 2019 (II) | 2023 |
| ---------------------- | --------------- | ---- | ---- | ---- | ---- | ---- | ---- | ---- | ---- | ---- | ---- | ---- | ---- | ---- | -------- | --------- | ---- |
|                        | Partido Popular | 0*   | 0    | 1*   | 1*   | 3    | 3    | 3    | 3    | 3    | 3    | 3    | 3    | 3    | 1        | 3         | 3    |
|                        | PSOE            | 0    | 1    | 3    | 3    | 1    | 1    | 1    | 1    | 1    | 1    | 1    | 0    | 1    | 3        | 1         | 1    |
| Partidos desaparecidos |                 |      |      |      |      |      |      |      |      |      |      |      |      |      |          |           |      |
|                        | UCD             | 3    | 3    | 0    |      |      |      |      |      |      |      |      |      |      |          |           |      |
|                        | En Marea        |      |      |      |      |      |      |      |      |      |      |      | 1    | 0    | 0        |           |      |
|                        | CDG             | 1    |      |      |      |      |      |      |      |      |      |      |      |      |          |           |      |
| Total                  | Total           | 4    | 4    | 4    | 4    | 4    | 4    | 4    | 4    | 4    | 4    | 4    | 4    | 4    | 4        | 4         | 4    |

- En las Elecciones generales de 1986, el Partido Popular se presentó como Coalición Popular (CP).